# Desa Seketi (administrativ by i Indonesien, lat -7,92, long 111,97)
Desa Seketi är en administrativ by i Indonesien.   Den ligger i provinsen Jawa Timur, i den västra delen av landet, 600 km öster om huvudstaden Jakarta.